# عبارت جبری
عبارت جبری در ریاضیات عبارتی است که از ثابت‌های اعداد صحیح، متغیرها و عملیات جبری (جمع، تفریق، ضرب، تقسیم و توان با توانی که یک عدد گویا است) ساخته شده‌است. برای مثال عبارت 3x2 − 2xy + c یک عبارت جبری است. از آنجا که گرفتن جذر برابر است با به توان یک دوم (
۱
/
۲
) رساندن است، عبارت زیر نیز یک عبارت جبری است:
{\displaystyle {\sqrt {\frac {1-x^{2}}{1+x^{2}}}}}
در مقابل، اعداد ماورایی مانند π و e جبری نیستند، زیرا از ثابت‌های اعداد صحیح و عملیات جبری مشتق نشده‌اند. معمولاً π به عنوان یک رابطه هندسی ساخته می‌شود و تعریف e به تعداد بی‌نهایت عملیات جبری نیاز دارد.